# Johann Ludwig Krebs
Johann Ludwig Krebs (1713-1 de enero de 1780 ) fue un músico del Barroco  y organista alemán.
Fue el tercer hijo de Johann Tobias Krebs (1690-1762), quien desde el año 1710 era Cantor en la ciudad de Buttelstedt; esto no le impidió ir caminando, dos veces por semana, a Weimar para estudiar entre los años 1711 y 1716 con Bach, a quien le enviaría sus tres hijos para aprender su arte.
Entre los años 1726 y 1735 fue alumno en la Escuela de Santo Tomás, en Leipzig, en donde estudió composición y teclado (especialmente órgano) con Johann Sebastian Bach. Pese a que era bastante pequeño, apenas un adolescente, su técnica y conocimiento musical le permitió ser (junto con Wilhelm Friedemann Bach, el hijo mayor de Bach) uno de los tres Prefectos del coro. Este cargo le acarreó varios disgustos (especialmente con el rector Ernesti), viéndose obligado a sustituir a Bach cuando este tenía que dirigir los coros de otras iglesias. Asistió a los disgustos de su maestro cuando el rector impuso distintos prefectos mal preparados y siempre le sacó del apuro dirigiendo él mismo, pese a que no tenía ni 20 años.
Al terminar sus estudios, el propio Bach escribió una elogiosa carta de recomendación para su joven y prometedor alumno, ya que era un consumado organista aunque también tocaba otros instrumentos (Bach escribe de él: ... se distingue musicalmente entre nosotros por su maestría al clave, el violín y el laúd, no menos que en la composición...
Entre los años 1737 y 1743 ocupó el cargo de organista en la iglesia de Santa María, en la ciudad de Zwickau, de 1744 a 1756 lo fue en Zeitz y desde 1756 en Altenburg, Turingia.
Era un alumno muy aplicado y querido por Bach, no solo por su relación musical, sino personal: en una ocasión dijo de él: es el único cangrejo de mi arroyo, jugando familiarmente con sus apellidos alemanes (Krebs, cangrejo, Bach, arroyo).
En palabras de Gottsched, uno de sus biógrafos, fue uno de los más diestros aprendices del Maestro de Capilla Bach, siendo conocido en la actualidad por su virtuosismo al órgano; dejó numerosas composiciones para este instrumento, algunas de ellas editadas por el propio Bach a sus expensas. También dejó conciertos, sinfonías, tríos y sonatas para diversos instrumentos.